# Distretto di Bekily
Il distretto di Bekily è un distretto del Madagascar situato nella regione di Androy. Ha per capoluogo la città di Bekily.
La popolazione del distretto è di 156 106 abitanti (secondo il censimento del 2011). 